# Таврида (газета)
«Таврида» — частная газета, издававшаяся в городе Симферополе Таврической губернии. Учредитель крымский просветитель и общественный деятель караимского происхождения И. И. Канзас. Издавалась в октябре 1880 — июле 1883 года 2 раза в неделю. Закрыта после трений с цензурой.

## История

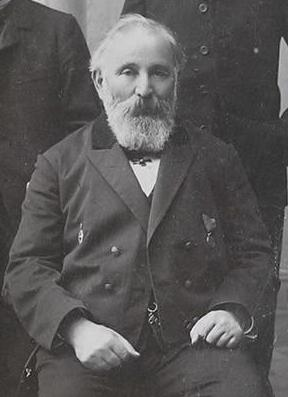
Владелец и редактор газеты И. И. Казас

### Открытие
Летом 1880 года И. И.Казас обратился в Главное управление по делам печати с ходатайством о разрешении ему издавать в Симферополе, “с предварительной цензурой и под его редакторством”, политико-литературную газету “Таврида”. Прилагалась программа будущего издания. Временный одесский генерал-губернатор, генерал-адъютант И.В.Гурко в июле в запросе на имя таврического губернатора, генерал-лейтенанта А. А. Кавелина указал доставить ему данные “о нравственных качествах, образе жизни и политической благонадежности” редактора, а также заключение о необходимости издания для губернии. Отзыв губернатора в целом был благожелательным: “...Статский советник Илья Казас поведения хорошего, образ жизни ведет открытый, в политическом отношении вполне благонадежный”. Новую газету губернатор считал уместной, ввиду возросшей необходимости в освещении местных событий. Отзыв губернатора повлиял на решение вопроса и в августе 1880 года товарищ министра внутренних дел, статс-секретарь М. С. Каханов разрешил Казасу издание газеты “Таврида”. Редактор должен был дать подписку , что он обязуется не передавать права издания газеты в другие руки без особого на то разрешения. Распоряжения это 10 сентября 1880 было доведено до Казаса. 
16 сентября таврический губернатор назначил цензором издания титулярного советника Гончарова. Перед выходом первого номера 11 октября 1880 года Казас отправил в Ялту находящемуся там А. А.Кавелину телеграмму с просьбой назначить другого цензора из-за отсутствия Гончарова. В 1881 году цензором “Тавриды" был старший советник Таврического губернского правления статский советник И. Я.Пугачев, а затем его сменил таврический вице-губернатор, коллежский советник А. П. Булюбаш. 

### Программа и рубрики издания
16 октября 1880 года вышел печатью первый номер издания. В обращении к читателям И.И.Казас писал, что он “не без некоторого смущения и страха” выпускает в свет первый номер. Он отмечал, что руководство любым печатным органом “дело вообще трудное”, а оно вдвойне и втройне труднее “в местностях, отдаленных от политических и умственных центров”. Он не брал на себя труд “решать ни мировые, ни даже государственные вопросы”. По мнению редактора, газета должна была быть посвящена “интересам и нуждам Таврической губернии". Он подчеркивал, что русское общество “еще очень мало знает этот край”. Поэтому перед “Тавридой” стояла задача разрабатывать краеведческие материалы, которые должны были ознакомить остальную Россию с одной из ее отдаленных окраин. 
В разделах газеты  первое место в ней занимали статьи, по общественной и политической жизни Таврической губернии - обзор деятельности местных учреждений и городского самоуправления, материалы о торговле, промышленности, сведения о банках, правительственные постановления, местная судебная хроника, статистические данные и другие. Литературный отдел был посвящен этнографии, истории и археологии Крыма; кроме того, в нем печатались фельетоны, повести и рассказы отечественных и зарубежных авторов. В справочном отделе помещались различные объявления, расписание движения почт и поездов, анонсы предстоящих “зрелищ и увеселений". “Таврида” вела дайджест “крупных явлений политической жизни” в Российской империи, Европе и в мире для читателей, которые не могли выписывать столичные газеты. 
Подписка составляла 5 руб. в год, а с почтовыми издержками 6 руб. Выходила газета 2 раза в неделю, по понедельникам и четвергам. Отдельный номер можно было приобрести по цене 7 коп. в типографиях Спиро в Симферополе и Севастополе. Кроме того, подписчикам в другие дни рассылались и телеграммы - “смотря по важности сообщавшихся в них известий”. Редакция “Тавриды” находилась в Симферополе, на ул. Полицейской, в доме Спиро (ныне - ул . К. Маркса, 16). Приём посетителей “для личных объяснений ежедневно, кроме среды и субботы, с 1 до 3 пополудни”. В состав редколлегии, помимо Казаса, входили владелец типографии, мелитопольский купец М. С. Спиро и его сын С. М. Спиро. Для статей подаваемых к публикации в газете, были следующие требования: автор был обязан сообщить свое полное имя и фамилию, адрес, а также размер требуемого вознаграждения. Материалы, которые не могли быть размещены в газете, хранились в течение трех месяцев, а затем либо возвращались “по личному востребованию”, либо уничтожались. Статьи в газету поступали частным порядком. Объявления же “из всех заграничных государств” принимались для “Тавриды” в Центральной конторе объявлений для европейских газет Л. Метцля в Москве на Петровке. Корреспонденция газеты была широка - материалы поступали из Москвы, Петербурга, Киева, Харькова и со всех уголков Таврической губернии. Часть статей перепечатывалась из других изданий. Тираж “Тавриды” был небольшим, но она завоевала популярность у просвещённой публики Крыма, а в одном из выпусков “Московского Телеграфа” была названа одной из лучших провинциальных газет империи.

### Тематика публикаций
Крымский краевед Е. Л. Марков в своем письме к Казасу приветствовал появление “нового органа мысли и слова”, который, по его мнению, должен был быть не только критическим и полемическим, но и, прежде всего, научным - “в смысле положительного исследования всех местных условий жизни”. За время существования “Тавриды” в ней был опубликован целый ряд материалов о исторических памятниках, народных обычаях и верованиях, юридические и хозяйственные проблемы, статистика народного образования, фауна. Свой первый очерк “Несколько слов об исторической судьбе Крыма” поместил в газете молодой преподаватель Симферопольской мужской казенной гимназии Ф. Ф. Лашков. Очерк был перепечатан в “Таврических епархиальных ведомостях” и вышел отдельной брошюрой в 280 экземпляров. Весь тираж автор пожертвовал Обществу вспомоществования недостаточным ученикам Симферопольской мужской казенной гимназии. 
В литературном отделе газеты были помещены также следующие статьи: “Несколько слов о князе В.М.Долгоруковом-Крымском и о Шагин-Гирее” А. А.Уманца, “Воспоминания о Крымской войне” В. Н.Смирнова, очерк Абдул-Гакка “О гаремах” из журнала “Nouvelle Revue”), “О состоянии христиан в Крыму в начале XVIII ст.” (письма иезуитского отца Дюбана к маркизу де Тарой). Несколько заметок поместил в “Тавриде”  исследователь Крыма член Императорского Русского географического общества В. Х.Кондораки. Некоторые материалы выходили под псевдонимами: А. Б. “Археологические древности Крыма” и В. Иксвонахец “Древности Херсонеса Таврического”.  Сотрудничал в газете и крымскотатарский просветитель И. Гаспринский. Он опубликовал под псевдонимом “Маленький мулла" в нескольких номерах “Бахчисарайские письма” и их продолжение - эссе “Русское мусульманство. Мысли, заметки и наблюдения мусульманина”, впервые напечатанное именно в “Тавриде”.
После начала печати у издания, как и у его конкурента "Крымский листок" Н. Михно, начались цензурные ограничения, особенно после мая 1882 года. Это скорее всего связано с общим нарастанием реакции после убийства Александра II,  поскольку И. И. Казас чиновник, инспектор Симферопольской татарской учительской школы, позднее сам привлекался властями к работе цензора и был вполне благонадежен.
В 61-м номере газеты редакция написала: "силой обстоятельств она вынуждена приостановить издание".  В июле 1883 года вышел еще один номер, но он стал последним. Официальные разрешения при этом не отзывались. Короткая история газеты, тем не менее, оценивается как этапное событие в развитии прессы Крыма.